# Revivification des sciences de la religion
Revivification des sciences de la religion (Iḥyā′ 'Ulūm al-Dīn ; en arabe : إحياء علوم الدين) est un livre du XIe siècle écrit par Abū Ḥāmid al-Ghazali,,.
Il est considéré comme une œuvre majeure de l'islam. S'étendant à l'origine sur plus de 40 volumes, il traite des principes et des pratiques de l'islam et démontre comment ceux-ci peuvent servir de base à une vie religieuse réfléchie, permettant ainsi d'atteindre les étapes supérieures du soufisme.
À tort, certains considèrent Kimiyā-ye Sa'āda comme une réécriture de cet ouvrage. Kimyā-ye Sa'ādat est plus court que celui-ci. Cependant, Al-Ghazali a dit qu'il avait écrit le premier pour refléter la nature du second et de quelques autres de ses écrits théologiques.

## Contexte
Ghazali a été l'élève d'Al-Juwayni, sous la direction duquel il a étudié les sciences religieuses, notamment le droit islamique et la jurisprudence. Nizam al-Mulk, le vizir seldjoukide, a reconnu le grand potentiel de Ghazali en tant qu'érudit et l'a nommé à la tête de la prestigieuse madrasa Nizamiyya  à Bagdad.
Al-Ghazali, au sommet de sa gloire et de son érudition, traverse une crise spirituelle et intellectuelle. Il quitte son poste à l'institution sur demande d'un pèlerinage. Il entreprend un long voyage, se rendant à Damas, à Jérusalem et enfin à la Mecque pour accomplir le pèlerinage.
Tout au long de ce voyage, Ghazali a vécu une lutte spirituelle intérieure et a été attiré par la voie des soufis. Ce voyage a conduit d'abord Ghazali à écrire son autobiographie, intitulée Délivrance de l'erreur, puis son magnum opus: Revivification des sciences de la religion, abordant en détail le mysticisme, la théologie, les rituels et les pratiques islamiques,.

## Structure

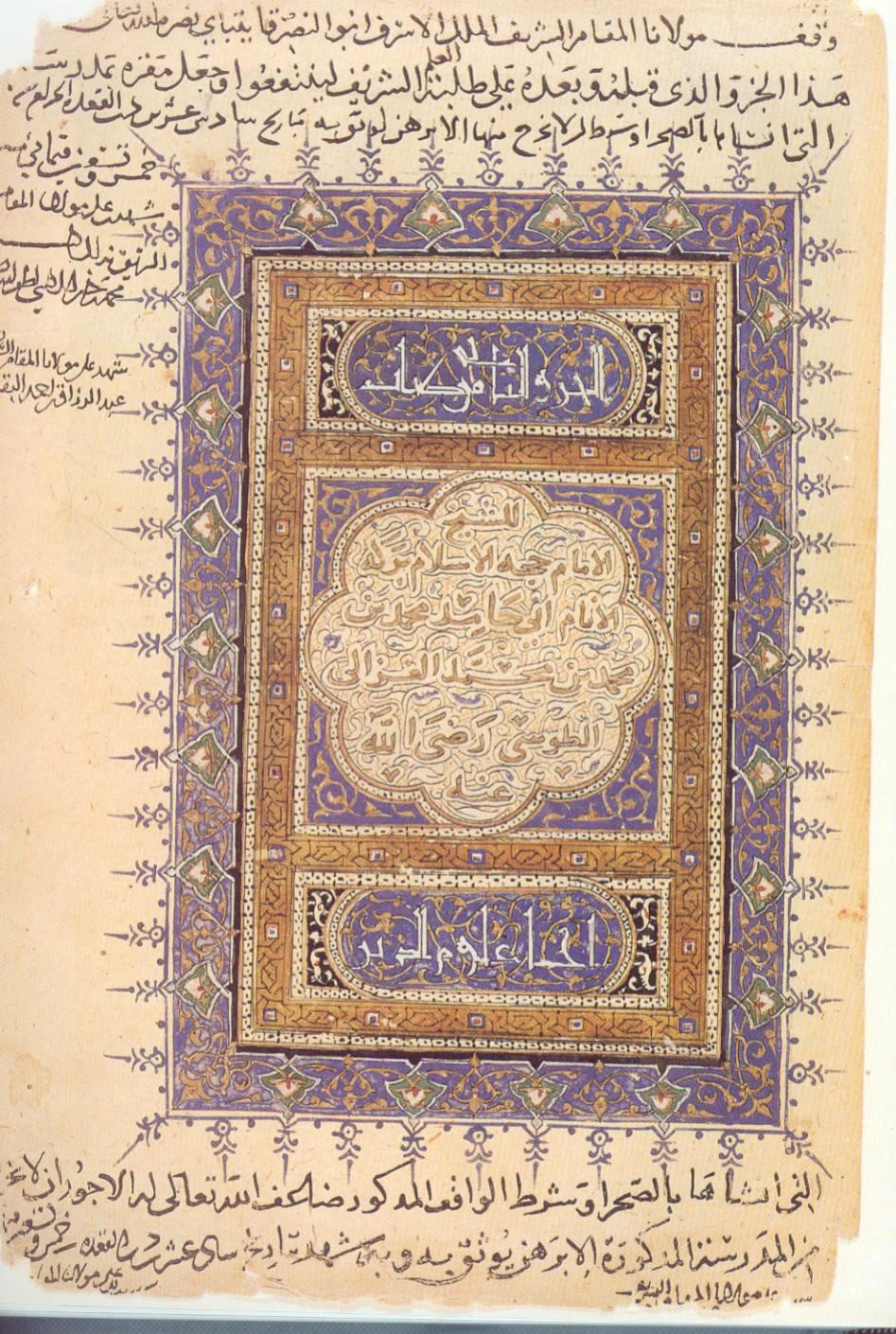
Une vieille page avec des marginalia de La revivification des sciences de la religion

Le livre se subdivise en quatre parties,, chacune contenant dix livres, traitant des doctrines et pratiques de l'Islam et montrant comment on peut en faire la base d'une vie pieuse profonde, conduisant aux étapes supérieures du soufisme,.

## Table des matières
Premier quart - Actes d'adoration (Rubʿ al-ʿibadāt)
- Livre 1 : Livre de la connaissance
- Livre 2 : Fondements de la croyance
- Livre 3 : Les Mystères de la Purification
- Livre 4 : Les mystères de l'adoration
- Livre 5 : Mystères de la Zakat (Charité)
- Livre 6 : Les mystères du jeûne (saoum)
- Livre 7 : Les mystères du pèlerinage (Hajj )
- Livre 8 : Ethique de la récitation coranique
- Livre 9 : Des invocations et supplications
- Livre 10 : Des arrangements des litanies et des divisions de la veillée nocturne

Deuxième quart - Normes de la vie quotidienne (Rubʿ al-ʿadat)
- Livre 11 : Les manières de manger

- Livre 12 : L'éthique du mariage
- Livre 13 : L'éthique de l'acquisition et du gain d'un moyen de subsistance
- Livre 14 : Le licite et l'interdit
- Livre 15 : Devoirs de la fraternité
- Livre 16 : L'éthique de la réclusion
- Livre 17 : L'éthique du voyage
- Livre 18 : La musique et du chant
- Livre 19 : La recommandation du bien et de l'interdiction du mal
- Livre 20 : L'éthique de la vie et la droiture du prophète

Troisième quart - Les chemins de la perdition (Rubʾ al-muhlikat)
- Livre 21 : Les merveilles du cœur
- Livre 22 : De la discipline de l'âme
- Livre 23 : Pour briser les deux désirs
- Livre 24 : Les défauts de la langue
- Livre 25 : Condamnation de la rancune et de l'envie
- Livre 26 : Condamnation du monde
- Livre 27 : Condamnation de la misère et condamnation de l'amour des richesses
- Livre 28 : Condamnation du statut et de l'ostentation
- Livre 29 : Condamnation de l'orgueil et de la vanité
- Livre 30 : Condamnation de l'illusion de soi

Quatrième quart - Les chemins du salut (Rubʿ al-munjiyat)
- Livre 31 : Sur le repentir

- Livre 32 : De la patience et de la reconnaissance
- Livre 33 : De la peur et de l'espoir
- Livre 34 : De la pauvreté et de l'abstinence
- Livre 35 : La foi en l'unité divine et la confiance en la providence divine
- Livre 36 : De l'amour, de la nostalgie, de l'intimité et du contentement
- Livre 37 : L'intention, la sincérité et la vérité
- Livre 38 : La veille et l'examen de conscience
- Livre 39 : De la méditation
- Livre 40 : Du souvenir de la mort et de l'au-delà

## Influence
Seyyed Hossein Nasr affirme qu'il s'agit "peut-être de l'ouvrage sur l'éthique le plus influent de l'histoire de l'Islam". Il est devenu le livre islamique le plus lu après le Coran et les hadiths.
Sa grande réussite a été de réunir la théologie sunnite orthodoxe et le mysticisme soufi d'une manière utile et compréhensible pour éclairer chaque aspect de la vie et de la mort des musulmans.
Le livre a été bien accueilli par des érudits musulmans tels que Al-Nawawi qui a déclaré que : " Si tous les livres de l'Islam devaient être perdus, à l'exception de l' Ihya, il suffirait de les remplacer tous".

## Minhaj al-Qasidin comme résumé du livre
Al-Ghazali, bien qu'étant un érudit, n'était pas un expert dans le domaine du hadith et les narrations de hadith contenues dans son livre ont donc été examinées minutieusement. Des experts en hadiths comme Ibn al-Jawzi et Ibn al-Qudamah al-Maqdisi ont recherché et trié les narrations de hadiths contenues dans le livre sur la base de leur authenticité. Ils ont ensuite rédigé le Minhaj-al-Qasidin et son aperçu intitulé Mukhtasar.
Le livre fut ensuite soigneusement retravaillé par Ibn al Jawzi et le résultat de son travail fut nommé Minhaj al-Qāsidīn wa Mufīd al-Shādiqīn. Les efforts d'Ibn al-Jawzi dans la réécriture du livre sont considérés comme importants et s'il avait des similitudes avec Al-Ghazali en termes de maîtrise de la mystique, il avait aussi la supériorité de l'expertise dans la connaissance des hadiths.
Le remaniement effectué par Ibn al-Jawzi s'est concentré sur le réexamen des hadiths existants, l'élimination des hadiths faibles et contestés et leur remplacement par des hadiths authentiques et solides afin que l'intégrité du livre ne soit pas compromise. Minhaj al-Qasidin était un livre assez épais et il a été résumé sous la forme de Mukhtasar par l'Imam Ibn Qudamah. Chaque fois qu'Ibn al Jawzi se concentrait sur l'étude du hadith, il trouvait le livre Mukhtasar conforme à son nom, visant à résumer et à rendre l'essence du livre précédent pour qu'il soit plus concis, organisé et facile à comprendre. Il a également ajouté des notes supplémentaires afin qu'il devienne un livre facile à lire pour les étudiants.
Ibn Qudamah a remarqué que chaque fois qu'il lisait le Minhajul Qasidin d'Ibn al Jawzi, il sentait que ce livre était très utile pour la société, donc il le lisait à nouveau afin d'absorber le sens profond pour la deuxième fois. Il a ajouté que son admiration pour le livre était telle qu'il a également ajouté certains sujets importants manquants qui étaient facilement disponibles dans d'autres livres importants de son époque avec des notes supplémentaires telles que des hadiths et des commentaires.

## Traduction en français
Plusieurs livres parmi les quarante que contient "Revivification des sciences de la religion" ont été traduits en français:
- Comportements et traits de caractères du Prophète (Kitâb al-ma'îsha wa akhlâq al-nubuwwa), Beyrouth, Albouraq, 2012.
- De la condamnation de la vanité, Beyrouth, Albouraq, 2010.
- De la patience et de la gratitude, Beyrouth, Albouraq, 2012.
- De l'indigence et du renoncement, Beyrouth, Albouraq, 2013.
- Des convenances de l'alimentation, Beyrouth, Albouraq, 2015.
- Des litanies et des invocations, Beyrouth, Albouraq, 2013.
- Épître de ce qu’il faut garder à l’abri des gens inaptes, Beyrouth, Albouraq, 2017.
- Épître de la Science sacrée, Beyrouth, Albouraq, 2017.
- Épître sur la Tolérance - Suivi de Les règles de l'interprétation des textes religieux, Beyrouth, Albouraq, 2017.
- Initiation a la foi musulmane, Beyrouth, Albouraq, 2011.
  - Autre éd: Initiation à la foi, Beyrouth, Albouraq, 1999.
- Intention, pureté et sincérité, Beyrouth, Albouraq, 2012.
- La Condamnation de l'orgueil et de l'infatuation, Beyrouth, Albouraq, 2013.
- La Maîtrise des deux désirs, Beyrouth, Albouraq, 2012.
- La Réprobation de l'avarice et de l'amour de l'argent, Beyrouth, Albouraq, 2014.
- Le Livre de l'Unicité divine et de la remise confiante en Dieu, Beyrouth, Albouraq, 2004.
- Le Livre de la méditation, Beyrouth, Albouraq, 2001.
- Le Livre de la réprobation des honneurs et de l’ostentation, Beyrouth, Albouraq, 2014.
- Le Livre de la science, trad. A. Gouraud, Beyrouth, Albouraq, 2010.
- Le Livre de la vie retirée (Kitâb adâb al-‘Uzla), Beyrouth, Albouraq, 2014.
- Le Livre de l'exhortation au bien et de l'interdiction du mal, Beyrouth, Albouraq, 2015.
- Le Livre de l´amour, Beyrouth, Albouraq, 2012.
  - Livre de l'Amour, du Désir ardent, de l'intimité et du parfait contentement, introduction, traduction et notes par Marie-Louise Siauve. Préface de Roger Arnaldez. Librairie J. Vrin, Paris, 1986.
  - Le livre de l'amour, trad. Antoine Moussali (1985) revue par Corentin Pabiot, Maison d'Ennour, 2009.
- Le Livre des bons rapports sociaux, Beyrouth, Albouraq, 2014.
- Le Livre des dévotions quotidiennes, Beyrouth, Albouraq, 2014.
- Le Livre des vices de la langue, Beyrouth, Albouraq, 2014.
- Le Livre du licite et de l'illicite, Beyrouth, Albouraq, 2008, 2015.
- Le Livre du mariage, Beyrouth, Albouraq, 2016.
- Le Livre du rappel de la mort et de l'au-delà, Beyrouth, Albouraq, 2013.
- Le Livre du Repentir, Beyrouth, Albouraq, 1999.
- Le Livre du voyage, Beyrouth, Albouraq, 2014.
- Les Auditions spirituelles et l'extase, Beyrouth, Albouraq, 2000.
- Les Dix règles du soufisme, Beyrouth, Albouraq, 1999.
- Les Joyaux du Coran, Beyrouth, Albouraq, 2014.
- Les Merveilles du cœur, Beyrouth, Albouraq, 2010.
- Les Mérites de la lecture du Coran, Beyrouth, Albouraq, 2014.
- Les Piliers de la Foi Musulmane, Beyrouth, Albouraq, 2009.
- Les Secrets de l'aumône légale et du don charitable, Beyrouth, Albouraq, 2014.
- Les Secrets de la prière en Islam, Beyrouth, Albouraq, 2001.
- Les Secrets de la purification, Beyrouth, Albouraq, 2014.
- Les Secrets du jeûne en Islam, Beyrouth, Albouraq, 2001.
- Les Secrets du Pèlerinage en Islam, Beyrouth, Albouraq, 2001.
- L'Apaisement du Cœur, Beyrouth, Albouraq, 2000.
- L'Éducation de l’âme, Beyrouth, Albouraq, 2011.
- Réprouver ce bas-monde, Beyrouth, Albouraq, 2013.
- Travail et moyens de subsistance, Beyrouth, Albouraq, 2014.
- Vigilance du cœur et examen de conscience, Beyrouth, Albouraq, 2012.
- Lire et comprendre le Coran, traduit, présenté et annoté par Tayeb Chouiref, édition bilingue, Ed. Tasnîm, 2014.
- Le Livre de la patience, traduit, présenté et annoté par Tayeb Chouiref, Éd. La Ruche, 2001.
- Le Livre du savoir, Éd. de l'Aire, 2010.
  - Autre Éd.: Le Livre de la science, traduit, présenté et annoté par Tayeb Chouiref, Ed. la Ruche, 2000.
- Maladies de l’âme et maîtrise du cœur, «Livre de la discipline de l’âme, de l’éducation des comportements moraux et du traitement des maladies du cœur», préface par Maurice Borrmans, introduction, traduction et notes par Marie-Thérèse Hirsch, Collection "Patrimoines islam", Paris, Cerf, 2007, 192 p.